# Capo della Repubblica Cecena
Il Capo della Repubblica Cecena o Capo della Cecenia (in russo Глава Чеченской Республики?, Glava Čečenskoj Respubliki, in ceceno Мехкада Нохчийн Республика, Mexkada Noxçiyn Respublika; già Presidente della Repubblica cecena fino al 5 marzo 2011) è la più alta carica del sistema politico della Cecenia, e comprende l'incarico di capo di governo sia quello di capo di Stato. La carica fu istituita nel 2003 nel corso della seconda guerra cecena, quando il governo federale russo riottenne il controllo sulla regione e dopo che un referendum costituzionale approvò l'attuale Costituzione della Repubblica cecena.

## Elenco
| N° | Nome | Nome                              | Mandato          | Mandato          |              |
| N° | Nome | Nome                              | Inizio           | Fine             | Partito      |
| -- | ---- | --------------------------------- | ---------------- | ---------------- | ------------ |
| 1  |      | Achmat Kadyrov (1951–2004)        | 5 ottobre 2003   | 9 maggio 2004    | Indipendente |
| —  |      | Sergej Abramov (1972–) [reggente] | 9 maggio 2004    | 30 agosto 2004   | Indipendente |
| 2  |      | Alu Alkhanov (1957–)              | 30 agosto 2004   | 15 febbraio 2007 | Indipendente |
| 3  |      | Ramzan Kadyrov (1977–)            | 15 febbraio 2007 | in carica        | Russia Unita |